# José Walter Pires
José Walter Pires (Ituaçu, 29 de fevereiro de 1944) é um sociólogo, advogado, professor e escritor brasileiro, membro da Academia Brasileira de Literatura de Cordel e do Instituto Histórico e Geográfico de Montes Claros. É irmão do músico baiano Moraes Moreira.

## Biografia
Filho de José de Souza Pires e de Waldemira Morais Pires "Zewalter", como é chamado, iniciou os estudos em Barra da Estiva, depois mudando-se para a capital do estado, onde fez o ginasial no Colégio Salesiano de Salvador e secundário no Colégio Central da Bahia.
Ingressou na Universidade Federal da Bahia onde se graduou em Ciências Sociais, e depois cursou Direito em Teófilo Otoni, vindo a se radicar na cidade de Brumado, onde exerceu a advocacia e o magistério e, em 2011, recebeu o título de cidadão honorário.
Na Academia Brasileira de Literatura de Cordel ocupa a Cadeira 21, que tem por Patrono Joaquim Batista de Sena, tomando posse a 21 de agosto de 2010. Sua obra de 2018 narrando em versos cordelísticos a vida de Horácio de Matos foi lançada na capital baiana com apoio do Instituto Geográfico e Histórico da Bahia.